# Władimir Nikanorow
Władimir Nikołajewicz Nikanorow, ros. Владимир Николаевич Никаноров (ur. 1 lipca?/14 lipca 1917 w Moskwie, zm. 20 maja 1980 tamże) – rosyjski piłkarz, grający na pozycji bramkarza, reprezentant ZSRR w piłce nożnej oraz w hokeju na lodzie, hokeista, grający na pozycji obrońcy, trener piłkarski.

## Kariera piłkarska

### Kariera klubowa
W 1932 roku zaczął grać w zespole młodzieżowym Miasokombinat Moskwa. W 1938 rozpoczął zawodową karierę w klubie Piszczewik Moskwa. W 1940 został powołany do wojska, gdzie został piłkarzem CDKA Moskwa. W czasie II wojny światowej uczestniczył w działaniach bojowych.
Pod koniec 1952 zespół CDSA Moskwa został rozwiązany z powodu porażki reprezentacji ZSRR na Igrzyskach Olimpijskich w Helsinkach (większość reprezentacji składała się z piłkarzy CDSA). Po rozwiązaniu "drużyny poruczników", jak również wielu jego kolegów z klubu próbował grać w zespole miasta Kalinina, reprezentujący Moskiewski Obwód Wojskowy (MWO). Jednak po porażce na Igrzyskach Olimpijskich 1952 w kraju rozwiązano wszystkie kluby wojskowe. Dlatego w 1953 postanowił zakończyć swoją karierę piłkarską.

### Kariera reprezentacyjna
11 maja 1952 zadebiutował w reprezentacji Związku Radzieckiego w nieoficjalnym meczu z Polską przegranym 0:1. Drugi raz wyszedł na boisko również w nieoficjalnym meczu reprezentacji.

## Kariera hokeisty
Oprócz piłki nożnej Nikanorow uprawiał bandy i hokej na lodzie. Występował jednak na innej pozycji, jako obrońca.
W bandy grał w klubach Piszczewik Moskwa (1937-1939) oraz CDKA Moskwa (1939-1947). Z CDKA zdobył Puchar ZSRR oraz mistrzostwo i Puchar Moskwy..
W latach 1946–1950 bronił barw CDKA Moskwa w hokeju na lodzie. Łącznie w mistrzostwach ZSRR rozegrał 60 meczów i strzelił osiem goli. Mistrz ZSRR w hokeju w latach 1948-1950. Pierwszy kapitan hokejowej reprezentacji Związku Radzieckiego. W 1948 roku grał przeciwko LTC Praga.

## Kariera trenerska
Po zakończeniu kariery piłkarskiej rozpoczął pracę szkoleniową. Od czerwca 1955 prowadził ODO Swierdłowsk, z którym po sezonie 1955 awansował do Klasy A. Jednak nie utrzymał się w niej i po zakończeniu sezonu 1957 opuścił ODO. W 1958 objął stanowisko głównego trenera SKWO Lwów. W latach 1962–1963 z pracował jako dyrektor i asystent trenera w CSKA Moskwa. W 1961 i 1964 trenował dzieci w Szkole Sportowej CSKA. W 1965 stał na czele SKCzF Sewastopol, a w następnym roku przeniósł się do zespołu Znamia Nogińsk. W latach 1968–1969 prowadził Burowik Almietjewsk. Potem od 1969 do 1977 trenował dzieci w Szkole Piłkarskiej Trudowyje Riezierwy Moskwa.
Zmarł 20 maja 1980 roku w Moskwie. Został pochowany na Cmentarzu Kuźminskim.

## Sukcesy i odznaczenia
jako piłkarz

### Sukcesy klubowe
- mistrz ZSRR: 1946, 1947, 1948, 1950, 1951
- wicemistrz ZSRR: 1945, 1949
- zdobywca Pucharu ZSRR: 1945, 1948, 1951
- finalista Pucharu ZSRR: 1944

### Sukcesy reprezentacyjne
- uczestnik Igrzysk Olimpijskich: 1952

### Sukcesy trenerskie
- mistrz II grupy Pierwszej Ligi ZSRR: 1955
- mistrz Spartakiady Zaprzyjaźnionych Wojsk: 1963

### Sukcesy indywidualne
- wybrany do listy 33 najlepszych piłkarzy ZSRR: Nr 2 (1948)

### Odznaczenia
- tytuł Mistrza Sportu ZSRR
- tytuł Zasłużonego Mistrza Sportu ZSRR: 1948

jako hokeista

### Sukcesy klubowe
- mistrz ZSRR w hokeju na lodzie: 1948, 1949, 1950
- wicemistrz ZSRR w hokeju na lodzie: 1947
- zdobywca Pucharu ZSRR w bandy: 1945, 1946
- mistrz Moskwy w bandy: 1940, 1943, 1946
- zdobywca Pucharu Moskwy w bandy: 1942, 1945, 1946